# Up the Downstair
Up the Downstair drugi je studijski album britanskog progresivnog rock sastava Porcupine Tree, koji je 7. lipnja 1993. godine objavila diskografska kuća Delerium Records.

## O albumu
Izvorno je trebao biti dvostruki album na kojem bi se pojavila i pjesma "Voyage 34", koja je na koncu bila objavljena kao singl 1992. godine, dok je preostali materijal snimljen za album bio objavljen na EP-u Staircase Infinities 1994. godine. Najkraći je studijski album grupe i njezin jedini koji traje manje od 50 minuta. Godine 2005. bio je djelomično ponovno snimljen, bio je remiksan, remasteriran i ponovno objavljen uz EP Staircase Infinities kao dvostruki album. Na toj novoj inačici albuma više nije bilo električnih bubnjeva, već je Gavin Harrison svirao prave. 
Album je još jednom bio objavljen. Ovog puta ga je na dvije gramofonske ploče 14. kolovoza 2008. objavila diskografska kuća Kscope Records. Ta je inačica gotovo identična onoj iz 2005. godine, ali razlikuje se po tome što su ploče u boji i što disk Staircase Infinities sadrži pjesmu "Phantoms".
Prema Wilsonovim je riječima Up the Downstair kanalizirao "the Orb i the Future Sound of London, ali i Floyde i Ozric Tentaclese. Ako mi se to sviđalo, bolio me kurac."

## Popis pjesama
Tekstovi: Steven Wilson, osim na pjesmama "Always Never", "Small Fish" i "Fadeaway", koje je napisao Alan Duffy, glazba: Wilson.
| Br. | Skladba                                       | Trajanje |
| --- | --------------------------------------------- | -------- |
| 1.  | »What You Are Listening To...« (instrumental) | 0:58     |
| 2.  | »Synesthesia«                                 | 5:11     |
| 3.  | »Monuments Burn into Moments« (instrumental)  | 0:20     |
| 4.  | »Always Never«                                | 6:58     |
| 5.  | »Up the Downstair«                            | 10:03    |
| 6.  | »Not Beautiful Anymore« (instrumental)        | 3:26     |
| 7.  | »Siren« (instrumental)                        | 0:52     |
| 8.  | »Small Fish«                                  | 2:43     |
| 9.  | »Burning Sky« (instrumental)                  | 11:06    |
| 10. | »Fadeaway«                                    | 6:19     |

### Remasterirana i remiksana inačica iz 2005. godine
Neke skladbe traju drugačije nego na izvorniku.
| CD 1 - Up the Downstair (inačica iz 2004.) | CD 1 - Up the Downstair (inačica iz 2004.)    | CD 1 - Up the Downstair (inačica iz 2004.) | CD 1 - Up the Downstair (inačica iz 2004.) | CD 1 - Up the Downstair (inačica iz 2004.) | CD 1 - Up the Downstair (inačica iz 2004.) | CD 1 - Up the Downstair (inačica iz 2004.) | CD 1 - Up the Downstair (inačica iz 2004.) | CD 1 - Up the Downstair (inačica iz 2004.) | CD 1 - Up the Downstair (inačica iz 2004.) |
| Br.                                        | Skladba                                       | Trajanje                                   |                                            |                                            |                                            |                                            |                                            |                                            |                                            |
| ------------------------------------------ | --------------------------------------------- | ------------------------------------------ | ------------------------------------------ | ------------------------------------------ | ------------------------------------------ | ------------------------------------------ | ------------------------------------------ | ------------------------------------------ | ------------------------------------------ |
| 1.                                         | »What You Are Listening To...« (instrumental) | 0:57                                       |                                            |                                            |                                            |                                            |                                            |                                            |                                            |
| 2.                                         | »Synesthesia«                                 | 5:16                                       |                                            |                                            |                                            |                                            |                                            |                                            |                                            |
| 3.                                         | »Monuments Burn into Moments« (instrumental)  | 0:22                                       |                                            |                                            |                                            |                                            |                                            |                                            |                                            |
| 4.                                         | »Always Never«                                | 7:00                                       |                                            |                                            |                                            |                                            |                                            |                                            |                                            |
| 5.                                         | »Up the Downstair«                            | 10:14                                      |                                            |                                            |                                            |                                            |                                            |                                            |                                            |
| 6.                                         | »Not Beautiful Anymore« (instrumental)        | 3:25                                       |                                            |                                            |                                            |                                            |                                            |                                            |                                            |
| 7.                                         | »Siren« (instrumental)                        | 0:57                                       |                                            |                                            |                                            |                                            |                                            |                                            |                                            |
| 8.                                         | »Small Fish«                                  | 2:42                                       |                                            |                                            |                                            |                                            |                                            |                                            |                                            |
| 9.                                         | »Burning Sky« (instrumental)                  | 11:36                                      |                                            |                                            |                                            |                                            |                                            |                                            |                                            |
| 10.                                        | »Fadeaway«                                    | 6:19                                       |                                            |                                            |                                            |                                            |                                            |                                            |                                            |
| 48:48                                      |                                               |                                            |                                            |                                            |                                            |                                            |                                            |                                            |                                            |

Glazba: Steven Wilson.
| CD 2 - Staircase Infinities | CD 2 - Staircase Infinities                 | CD 2 - Staircase Infinities | CD 2 - Staircase Infinities | CD 2 - Staircase Infinities | CD 2 - Staircase Infinities | CD 2 - Staircase Infinities | CD 2 - Staircase Infinities | CD 2 - Staircase Infinities | CD 2 - Staircase Infinities |
| Br.                         | Skladba                                     | Trajanje                    |                             |                             |                             |                             |                             |                             |                             |
| --------------------------- | ------------------------------------------- | --------------------------- | --------------------------- | --------------------------- | --------------------------- | --------------------------- | --------------------------- | --------------------------- | --------------------------- |
| 1.                          | »Cloud Zero« (instrumental)                 | 4:40                        |                             |                             |                             |                             |                             |                             |                             |
| 2.                          | »The Joke's on You« (tekst: Alan Duffy)     | 4:17                        |                             |                             |                             |                             |                             |                             |                             |
| 3.                          | »Navigator« (instrumental)                  | 4:49                        |                             |                             |                             |                             |                             |                             |                             |
| 4.                          | »Rainy Taxi« (instrumental)                 | 6:50                        |                             |                             |                             |                             |                             |                             |                             |
| 5.                          | »Yellow Hedgerow Dreamscape« (instrumental) | 9:36                        |                             |                             |                             |                             |                             |                             |                             |
| 30:12                       |                                             |                             |                             |                             |                             |                             |                             |                             |                             |

## Recenzije
Ned Raggett, recenzent stranice AllMusic, dodijelio je albumu četiri od pet zvjezdica te je izjavio: "Up the Downstair po stilu je zamjetno drugačiji od On the Sunday of Lifea -- humora gotovo da nema, a i puno je suvremenijega zvuka, što odgovara dugogodišnjem načelu Stevena Wilsona da progresivnu glazbu čini uključivanje nečega novoga, a ne ponavljanje onoga što je nekoć bilo progresivno. Zbog toga je njegovo pjevanje dotjeranije -- zvuči kao da ga je tomu podučio njegov kolega iz No-Mana, Tim Bowness, ali [Wilson] ima vlastiti sanjalački pristup. Njegov već uspješan studijski rad postao je uspješniji s vremenom, a rezultat toga je nježan, složen i izvanredan uradak."
Melody Maker u svojoj je recenziji izjavio: "Otišao je na nemoguću misiju: stvoriti pravo zvukovlje progresivnog rocka za 1990-te koristeći se modernom tehnologijom, ali izbjegavajući umišljenost proga. I to mu je u potpunosti pošlo za rukom. To je čudna i divna smjesa koja se sastoji od ambijentalnosti [The] Orba, remiksova [Future Sound of Londona], Metallicine žestine i tako dalje. Ambijentalni svemirski prizvuci, tehnološki rezovi i gregorijanski korali čine teksturu zvuka, ali vatru u srcu buke čini dobra stara gitara. Upozorenje: ovdje ima solaža, ali su svirane na tako snažan i čist način da se neće svidjeti svima."
Časopis Organ komentirao je: ""Up the Downstair" album je koji će pažljivim slušateljima otkriti mnoga iznenađenja. Nakon što ga nekoliko puta poslušate, shvatit ćete da čak i zvukovi umiješani u pozadinu i vokalne intervencije sa starih albuma vezanih uz drogu sudjeluju u stvaranju ove tople, opuštajuće, lizerginske tapiserije koja sadrži raštrkane, ali odgovarajuće tekstove. Kad sam prošle godine napisao članak o Porcupine Treeju, predvidio sam da će taj sastav postati "treći val" nove britanske psihodelije (naravno, prvi i drugi val činili su psihodelični rock Bevis Fronda i svemirski festivalski zvukovi Ozric Tentaclesa). Ovaj uradak samo potvrđuje moju tezu. "Up The Downstair" album je uz koji se treba jako napušiti (a to ćete i učiniti...)!"
CMJ je izjavio: "Na "Up the Downstairu" sastav zadržava svoje tanke korijene u albionskoj psihodeliji, ali proširuje shemu, izbacuje svoju otrcanu samosvijest i dodaje neke suvremene aure dancea (od psihodeličnog mesmerizma do gotovo funkaste sinkopiranosti) uz izvedbu koja zvuči više poput skupine."

## Zasluge
Porcupine Tree
- Steven Wilson – vokali, svi instrumenti, programiranje, produkcija

Gostujući glazbenici
- Colin Edwin – bas-gitara (na skladbi "Always Never")
- Richard Barbieri – elektronika (na skladbi "Up the Downstair")
- Suzanne Barbieri – vokali (na skladbi "Up the Downstair")
- Gavin Harrison – bubnjevi (na inačici iz 2005. godine)

Ostalo osoblje
- Wrap Me Up Designs – omot albuma